# Owen Brewster
Owen Brewster (Dexter, 1888. február 22. – Brookline, 1961. december 25.) az Amerikai Egyesült Államok szenátora (Maine, 1941–1952).